# Alajos Mészáros
Alajos Mészáros est un ancien député européen (2009-2014) slovaque né le 18 juin 1952 à Bratislava. Il est membre du Parti de la coalition hongroise.

## Biographie
Chimiste de formation, il mène une carrière d'enseignant à l'Université technique slovaque.
Il est ambassadeur de la République slovaque en Suède de 2006 à 2007.
Il est élu député lors des élections européennes de 2009.
Au parlement européen, il siège au sein du groupe du Parti populaire européen. Au cours de l'actuelle législature, il est membre de la Commission des affaires juridiques.